# الجدول الزمني لاحتجاجات انتخابات إيران 2009
بعد الانتخابات الرئاسية الإيرانية 2009، اندلعت احتجاجات ضد ما زُعم من تزوير انتخابي ودعمًا للمرشحين المعارضين مير حسين موسوي ومهدي كروبي في طهران ومدن رئيسية أخرى في إيران وحول العالم، وذلك بدءًا من بعد الانتخابات الرئاسية المثيرة للجدل في 12 يونيو 2009[بحاجة لمصدر] واستمرت حتى بعد تنصيب محمود أحمدي نجاد رئيسًا لإيران في 5 أغسطس 2009. هذا هو الجدول الزمني للأحداث التي وقعت خلال احتجاجات انتخابات إيران 2009.

## 2010

### يناير

#### 1 يناير
خلال صلاة الجمعة في العاصمة، وصف آية الله أحمد جنتي، وهو رجل دين أصولي يرأس مجلس صيانة الدستور القوي، المحتجين بأنهم "نماذج صارخة للفاسدين على الأرض" ودعا فعليًا إلى إعدامهم كما في "الأيام الأولى للثورة".
في بيان عام صدر عبر الإنترنت ووسائل الإعلام، أعلن مير حسين موسوي استعداده لأن يُستشهد من أجل قضيته، في وقت يدعو فيه رجال الدين المتشددون في النظام إلى إعدامه وإعدام قادة المعارضة الآخرين (بما في ذلك مهدی کروبی). قال موسوي على موقعه الإلكتروني: "أنا لا أخشى الموت من أجل مطالب الشعب. إيران تمر بأزمة خطيرة. التصريحات الحادة ستؤدي إلى انتفاضة داخلية." وقدم موسوي خطة من خمس نقاط للحكومة من أجل الإصلاحات السياسية والاجتماعية. لكنه قال إن على قادة إيران تحمل مسؤولية الأزمة ووقف القمع ضد المعارضة. ودعا إلى إطلاق سراح جميع السجناء السياسيين، وقوانين انتخابات أكثر شفافية، والاعتراف بحق الاحتجاج وحرية الصحافة.
شهدت جامعة مشهد احتجاجًا كبيرًا. أُبلغ عن اعتقال أكثر من 200 طالب في جامعة مشهد المفتوحة في شمال شرق إيران، وفقًا لمواقع المعارضة. وبحسب التقارير، تم اعتقال 210 طالبًا يدعمون الحركة الخضراء خلال الـ48 ساعة الماضية. وأضافت التقارير أن بعض الطلاب تعرضوا لهجوم من مؤيدي الحكومة المتشددين، وأن طالبتين أصيبتا بجروح طعن في حالة حرجة. تجمع عدة طلاب أمام مركز شرطة في مشهد للمطالبة بالإفراج الفوري عن زملائهم وكانوا يخططون لتنظيم إضراب اعتصامي يوم السبت في جامعتهم.

#### 2 يناير
أُقيمت احتجاجات خارج إيران في 28 مدينة حول العالم دعماً للحركة الإصلاحية.

#### 15 يناير
استقال القنصل الإيراني العام محمد رضا حيدري في أوسلو، النرويج، دعمًا للمحتجين، وحث زملاءه من الدبلوماسيين على فعل الشيء نفسه. كما حذرت إيران المعارضة من استخدام الهواتف المحمولة أو الإنترنت في ظل تصعيد الحكومة لقمع الاحتجاجات. وقال رئيس الشرطة الجنرال إسماعيل أحمدي مقدم إن من "ينشر رسالة المعارضة" سيُحاسب ويُعاقب.

#### 23 يناير
نظم الإيرانيون حول العالم مظاهرات واحتفالات بذكرى ميلاد ندى آغا سلطان الـ27.

#### 29 يناير
تظاهر الإيرانيون حول العالم بعد تنفيذ الجمهورية الإسلامية حكم إعدام بحق اثنين من السجناء السياسيين في إيران.

### فبراير
أوائل فبراير
ردًا على دعوات رجال الدين المتشددين مثل آية الله أحمد جنتي لتسريع عمليات الإعدام، أكد رئيس القضاء الإيراني معارضته الشديدة، معلنًا أن هذا الأمر يتعارض مع الشريعة والقانون.
10 فبراير
حظرت الحكومة الإيرانية خدمة جي ميل.
11 فبراير
يصادف 11 فبراير الذكرى الحادية والثلاثين لسقوط نظام الشاه، ومن المتوقع أن تتضاعف الاحتجاجات المعارضة في هذا اليوم.
في الأيام السابقة، اعتقلت قوات الحكومة شقيق خاتمي وزوجته حفيدة آية الله الخميني. وللحد من تبادل الرسائل الإلكترونية غير المسيطر عليه، قامت الحكومة أيضًا بإبطاء سرعة الإنترنت وحظرت خدمات البريد الإلكتروني مثل جوجل وياهو، بينما كانت تروج لخدمة بريد إلكتروني مدعومة من الدولة.
في 11 فبراير، تجمع حشد ضخم لإحياء ذكرى الثورة عام 1979. كما شهدت بعض المناطق التي شهدت احتجاجات إصلاحية اشتباكات. اقتحمت الشرطة سيارة مهدی کروبی وكسروا نافذة دون أن يصاب.
وضعت يوتيوب إعلانات على موقعها تروّج لمقاطع فيديو جديدة تم تحميلها عن احتجاجات إيران.
12 فبراير
حصل بييترو ماستوزو على جائزة الصحافة العالمية لصورة التقطها لنساء إيرانيات يصرخن على سطح أثناء الاحتجاجات.
14 فبراير
اعتقلت إيران عدة من أتباع البهائية، وهي ديانة محرمة في إيران رغم نشأتها هناك، إلى جانب قادة المعارضة والنشطاء والصحفيين.
16 فبراير
تم منح الإيرانيين المجهولين الذين صوروا وفاة ندى آغا سلطان جائزة جورج بولك لعام 2009 في مجال التصوير.
17 فبراير
وقع حوالي 1,200 إيراني عريضة ضد قانون يقيد حقوق النساء.
18 فبراير
حصل محمد رضا حيدري وعائلته، القنصل الإيراني السابق في أوسلو، على حق اللجوء السياسي في النرويج، عقب تهديدات من الحكومة الإيرانية له بسبب استقالته احتجاجًا على القمع والعنف خلال احتجاجات الانتخابات.

### مارس
16 مارس
تم الإبلاغ عن اشتباكات عنيفة بين الشرطة الإيرانية والمتظاهرين بعد احتجاجات ضخمة جرت في إيران خلال مناسبة «چهارشنبه‌سوری» (عيد النار الإيراني). تم اعتقال أكثر من 50 متظاهراً. [بحاجة لمصدر]

### يونيو
لعدة أشهر قبل ذلك، كانت هناك خطط لمظاهرات كبيرة في 12 يونيو، الذكرى السنوية الأولى للانتخابات الرئاسية الإيرانية المثيرة للجدل لعام 2009.
10 يونيو
قبل يومين من المظاهرات المقررة، ألغى المرشحان السابقان للرئاسة والقائدان الفعليان لحركة «الخضر» في إيران، مير حسين موسوي ومهدي كروبي، المظاهرات المحددة ليوم السبت «لحماية أرواح وممتلكات الناس». وقعت اشتباكات بين المدنيين وقوات الشرطة في ميدان «الانقلاب» بطهران حوالي الساعة 2:20 بعد الظهر بعد محاولة السلطات اعتقال نساء شابات بتهمة «ارتداء الحجاب بشكل غير لائق». عندما قاومت النساء، تدخل مواطنون آخرون لمساعدتهن، بينما أطلق السائقون أبواق سياراتهم احتجاجاً. اعتقل أربعة أشخاص بعد وصول تعزيزات الشرطة، وبحسب شهود عيان، تصرفت الشرطة بعنف واعتدت على من كان قريباً منهم.
11 يونيو
في اليوم السابق للذكرى، أبلغ العديد من الإيرانيين عن تلقيهم رسائل نصية تهديدية من وزارة المخابرات، جاء فيها: «أيها المواطنون الأعزاء، لقد تم خداعكم ومن وسائل الإعلام الأجنبية التي تقوم بعملها. إذا كررتم هذا الفعل، ستعاقبون بموجب القانون الإسلامي.»
12 يونيو
اندلعت احتجاجات متفرقة في أنحاء البلاد بمناسبة ذكرى الانتخابات، رغم تحذيرات الحكومة وقوات الأمن من التظاهر. لم تشهد البلاد احتجاجات واسعة النطاق، بل كانت المظاهرات متفرقة وصغيرة في ميدان «الحرية» بطهران وبعض الجامعات في إيران.
ألغى كل من مير حسين موسوي ومهدي كروبي المظاهرات المخطط لها خشية حدوث عنف.

### سبتمبر
2 سبتمبر
هاجم حشود مؤيدة للحكومة منزل مهدي كروبي.
11 سبتمبر
تم اعتقال حميد محسني، رئيس مكتب مير حسين موسوي، من قبل قوات الأمن الإيرانية.
12 سبتمبر
استقال حسين عليزاده، القائم بأعمال وعدد 2 دبلوماسي في السفارة الإيرانية في هلسنكي، فنلندا، احتجاجًا على موقف الحكومة الإيرانية المتشدد.
17 سبتمبر
داهمت قوات الأمن الإيرانية مكتب مير حسين موسوي.

### ديسمبر
7 ديسمبر
احتج الطلاب في جامعة أمير كبير للتكنولوجيا بطهران، وتعرضوا لهجوم من البسيج، وقُمعت الاحتجاجات.

## 2011

### فبراير
14 فبراير
دعت المعارضة الإيرانية إلى تجديد الاحتجاجات في الشوارع الأسبوع القادم على خلفية موجة التظاهرات التي اجتاحت الشرق الأوسط. أطلق مير حسين موسوي ومهدي كروبي، زعيمي الحركة الخضراء في إيران، دعوة لما وصفوه بـ "خطوة تضامنية لدعم الاحتجاجات في بلدين مسلميين، مصر وتونس"، يوم الاثنين.